# Frangula ulei
Frangula ulei là một loài thực vật có hoa trong họ Táo. Loài này được (Pilg.) Grubov mô tả khoa học đầu tiên năm 1949.